# Coup de jeune !
Pour plus de détails, voir Fiche technique et Distribution.
Coup de jeune ! est un film français de Xavier Gélin réalisé en 1993. Le scénario s'inspire du personnage de Gaudéamus créé par René Goscinny.

## Synopsis
Le vieux professeur Gaudeamus étudie l'origine de la jeunesse éternelle. Par erreur, il consomme une potion qui lui redonne ses quatre ans tout en gardant ses facultés. Par malchance, des espions choisissent ce moment pour essayer de lui voler ses formules.

## Fiche technique
- Réalisation : Xavier Gélin
- Scénario : Xavier Gélin et Philippe Setbon d'après la bande dessinée Docteur Gaudéamus de Coq et de René Goscinny
- Musique : Vladimir Cosma
- Pays de production :  France
- Genre : comédie
- Durée : 88 minutes
- Date de sortie : 
  - France : 7 avril 1993

## Distribution
- Daniel Gélin : le professeur Gaudéamus, à 70 ans
- Martin Lamotte : Jean-Max
- Ludmila Mikaël : Anne-Christine Kerr
- Jean Carmet : Ponsard
- Jean-Pierre Castaldi : Maurice Verret
- Anémone : Muriel
- Manuel Gélin : Gaudéamus, à 35 ans
- Patrick Chesnais : Lohman
- Laëtitia Lacroix : Joëlle
- Mouss Diouf : l'immigré
- Antonin Lebas-Joly : Gaudéamus enfant
- Carole Brenner : Bernadette
- Bernard Haller : l'aubergiste
- Christophe Bourseiller : Jacques Cyrus
- Philippe Lebas : le stoppeur hippie
- Christine Joly : la stoppeuse hippie
- Maurice Illouz : le directeur de la chaîne
- Élie Chouraqui : Guillaume
- Jean-Pierre Cassel : le ministre
- Josiane Lévêque : la gérante de la boutique
- Xavier Gélin : un collègue d'Anne-Christine (non crédité)
- Barbara Schulz : le canon à 14 ans
- Axel Moine : la doublure de Gaudéamus
- Julien Maintier : Maurice enfant
- Michel Motu : l'agent secret
- Jean-Claude Leprevost : le CRS
- Hadramy Ben Mikidady : le douanier
- Rosemine Michèle : la femme en route
- Charcane Chaharane : le vendeur de chapeaux
- Mohamed A. Nizar : le pêcheur
- Olivier Achard : Edouard
- Olivier Saladin : le pompiste
- Michel Bonnet : le père de famille de la station service
- Marie Neplaz : la femme friquée
- Michel Pilorgé : Jeannet
- Jean-Simon Prévost : Berthier
- André Haber : Libling
- Eglantine Blanckaert : Alice
- Raphaëlle Grantey : la préposée Air France
- Jean-Pol Brissart : le maître d'hôtel
- Volodia Serre : l'intello
- Pascal Perroz : le maître d'hôtel
- Daniel Milgram : le livreur
- Mathieu Dion : le serveur
- Pascal Demolon : le mec au scooter